# Wilhelm Lang (Oberamtmann, 1852)
Wilhelm Lang (* 11. August 1852 in Schwabbach; † 10. August 1912 in Schuls-Tarasp) war württembergischer Oberamtmann, der verschiedenen Oberämtern vorstand.

## Leben
Der Sohn eines Pfarrers besuchte von 1863 bis 1866 das Lyzeum in Öhringen und von 1866 bis 1870 die Gymnasien in Stuttgart und Heilbronn. Danach studierte er von 1870 an Regiminalwissenschaft an der Universität Tübingen. Seit 1871 war er Mitglied der Studentenverbindung Tübinger Königsgesellschaft Roigel.  Nach dem zweiten Staatsexamen war er ab 1876 stellvertretender Amtmann an verschiedenen Oberämtern, bevor er 1878 ständiger Amtmann am Oberamt Weinsberg wurde. 1879 kam er vorläufig, 1880 fest zum Oberamt Ludwigsburg. 1887 war er Kollegialhilfsarbeiter bei der Regierung des Schwarzwaldkreises in Reutlingen. 1888 wurde er Oberamtmann am Oberamt Neresheim, 1892 am Oberamt Calw, 1894 am Oberamt Rottenburg und 1901 am Oberamt Heilbronn. Er war zuletzt Oberregierungsrat und starb noch im Amt 1912.